# Guglielmo Nasi

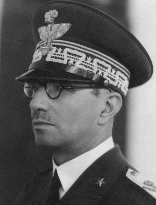
Guglielmo Nasi

Guglielmo Nasi (* 21. Februar 1879 in Civitavecchia; † 21. September 1971 in Modena) war ein italienischer General.

## Leben
Nasi wurde nach seiner Ausbildung an der Militärakademie Artillerieoffizier und nahm dann als Generalstabsoffizier am Ersten Weltkrieg teil. Von 1926 bis 1928 war er italienischer Militärattaché in Paris. In den Jahren danach diente er in den italienischen Kolonien, u. a. als Gouverneur verschiedener Gebiete in Nord- und Ostafrika.
Bei Ausbruch des Zweiten Weltkrieges befand er sich in Italienisch-Ostafrika, von wo aus er 1940 während des Ostafrikafeldzugs Britisch-Somaliland eroberte. Im Zug der britischen Gegenoffensive zog er sich 1941 ins äthiopische Hochland zurück, wo er in der Schlacht von Gondar die letzten italienischen Stellungen in Ostafrika bis zum 28. November hartnäckig verteidigte. Nachdem der italienische Oberbefehlshaber Amedeo von Savoyen-Aosta Anfang 1942 in der Gefangenschaft in Kenia verstorben war, übernahm Nasi dort die Führung der 60.000 italienischen Kriegsgefangenen.
Nasi kam 1945 nach Italien zurück, wo er sich vor einem italienischen Gericht wegen Kriegsverbrechen zu verantworten hatte. Auch die äthiopische Regierung nahm ihn in eine Kriegsverbrecherliste auf. Ein Verfahren wegen der ihm in Äthiopien vorgeworfenen Kriegsverbrechen wurde von England und Italien verhindert.
1950 sollte er die Führung im Italien anvertrauten UN-Treuhandgebiet Somalia übernehmen, was allerdings durch Proteste aus mehreren Richtungen verhindert wurde.